# Hednota bifractellus
Hednota bifractellus là một loài bướm đêm trong họ Crambidae.